# اچ‌ام‌اس ئی۲۲
اچ‌ام‌اس ئی۲۲ (به انگلیسی: HMS E22) یک زیردریایی بود که طول آن ۱۸۱ فوت (۵۵ متر) بود. این زیردریایی در سال ۱۹۱۵ ساخته شد.